# Alice Bailey

Zegel van de Theosofische Vereniging.

Alice Ann Bailey, geboren als Alice La Trobe Bateman (16 juni 1880 – 15 december 1949), was een Brits schrijfster. Zij wordt door haar volgelingen gezien als de voortzetster van het werk van theosofe Helena Petrovna Blavatsky.

## Biografie
Bailey werd als Alice La Trobe-Bateman in Manchester geboren in een welgestelde middenklasse familie en kreeg een degelijke christelijke opvoeding als lid van de Anglicaanse Kerk. Op 15-jarige leeftijd, op 30 juni 1895, zou ze door een vreemde, lange man, Europees gekleed maar met een tulband op zijn hoofd, zijn aangesproken, die haar vertelde zich vooral op zelfbeheersing toe te leggen en zich voor te bereiden op toekomstig werk. Op 22-jarige leeftijd deed Bailey evangelisch werk voor de YMCA en het Britse leger, wat haar naar India bracht. Daar leerde ze in 1907 haar echtgenoot Walter Evans kennen, die in het Britse leger dienst deed. Samen verhuisden ze naar Amerika, waar Evans priester werd in de Episcopalische Kerk. Maar het huwelijk hield geen stand en  Bailey vroeg een scheiding aan. In 1915 vertrok ze met haar drie dochters Dorothy, Mildred en Ellison. Een moeilijke periode volgde, waarin ze in haar onderhoud voorzag door in een sardienenfabriek te werken. Ze ontdekte toen de Theosophical Society en het werk van H.P.Blavatsky.     
In 1917 raakte ze betrokken bij de T.S. (Theosophical Society) en in 1918 werd ze lid van de E.S. (Esoteric Section) van de Amerikaanse afdeling van de Adyar vereniging. In 1895, vier jaar na Blavatsky's overlijden, was de theosofische vereniging al verdeeld geraakt onder de twee leiders Annie Besant en William Quan Judge, die beiden nog pretendeerden in contact te staan met Meesters. Besant stond onder invloed van Charles Webster Leadbeater, die ideeën introduceerde als de spoedige wederkomst van Christus. Bailey zou daar zelf later op voortborduren. Bailey verhuisde naar Krotona in Hollywood en werd redactrice van het tijdschrift The Messenger. In 1919 werd Foster Bailey (1888-1977) de nationaal-secretaris van de Adyar T.S. en ze huwden 14 maart 1921 in Manhattan, New York. Foster Bailey was al in 1913 ingewijd in de Charles W. Moore Lodge van de Vrijmetselarij in Fitchburg, Massachusetts, waarin hij tot de 33e graad (Soeverein Grootinspecteur-Generaal) zou opklimmen. Hij schreef in 1957 The Spirit of Freemasonry. Ze maakten samen bezwaar tegen Besants 'neo-theosophie', waarin verschillende ideeën afweken van Blavatsky's theosofie. Bailey schreef haar eerste boek, waarvan ze aangaf dat ze dat doorgekregen had van 'de Tibetaan'. Besant betwijfelde of Bailey wel werkelijk met de Tibetaan in contact stond en zette de Baileys uit de organisatie. Bailey nam deel aan en nam de leiding op zich van de 'Back to Blavatsky' beweging. Ze stichtten de Lucis Trust in 1922. Toch bouwde Bailey voort op ideeën van Besants/Leadbeaters neo-theosofie.  
Haar volgelingen zien haar als kanaal van wat ze noemen de Hiërarchie van Meesters en in het bijzonder van Meester Djwhal Khul. Tussen 1919 en haar dood in 1949 schreef ze 24 boeken met esoterische inhoud, die vooral te maken hebben met de ontwikkeling van de ziel en dienstigheid aan de mensheid. Zij stelde zelf, dat de tekst van de meerderheid van deze boeken haar telepathisch gedicteerd was door Djwhal Khul.
Hiertoe stichtte ze een organisatie, de Lucis Trust, die in alle landen actief is en door de Verenigde Naties wordt erkend als niet-gouvernementele organisatie (NGO):
Naast haar taak om de 24 boeken van Alice Bailey in zo veel mogelijk talen en landen te verspreiden, bestaat de Lucis Trust uit drie grote afdelingen: 
- De Arcane School (opleiding van studenten tot discipelschap en daardoor meer bruikbaar voor de Hiërarchie).
- Wereld Goede Wil (ontwikkeling van het programma van WGW in verschillende eenheden van dienst).
- Driehoeken (wereldwijd netwerk van meditatie, waaraan iedereen kan deelnemen, in de vorm van driehoeken die bestaan uit drie mensen).

Na haar overlijden in 1949 zette haar echtgenoot Foster Bailey de Arcane School voort.

## Ideeën
- Kaart III in 'Een Verhandeling over Kosmisch Vuur' (blz. 93 Nederlandse vertaling) geeft schematisch de zeven gebieden van het zonnestelsel weer. Die zeven lagen zouden ook betrekking hebben op de mens, volgens het axioma 'zo boven, zo beneden'. Het zijn 7 lagen, horizontaal onder elkaar gerangschikt van boven naar beneden: 'logoïsch -', 'monadisch -', 'atmisch -', 'buddhisch -', 'manasisch -', 'astraal -', fysiek gebied. Elke laag bestaat weer uit zeven onderlagen.
- De persoonlijke mens bestaat middels zijn mentale (manasische)-, emotionele (astrale)- en fysieke lichaam.
- Het mentale en fysieke gebied zijn allebei in tweeën gescheiden: het mentale gebied in drie onderlagen boven ('abstract mentaal gebied') en vier onderlagen beneden ('concreet mentaal gebied'); het fysieke gebied in vier onderlagen boven ('fijnstoffelijk of etherisch fysiek gebied') en drie onderlagen beneden ('grofstoffelijk fysiek gebied').
- De drie onderlagen die het grofstoffelijk gebied vormen zijn van boven naar beneden ons bekend als gas, vloeistof en vaste stof. De vier onderlagen van het fijnstoffelijk of etherisch fysiek gebied zijn vier ethers, die aan ons gezicht zijn onttrokken.
- De onsterfelijke ziel van de mens bevindt zich in het abstract mentale gebied. Hij verbindt de werelden beneden (de persoonlijke wereld) en boven (de 'Monade' in het monadisch gebied en de 'Triade' in het atmisch -, buddhisch - en manasisch gebied).
- Elk lichaam dat de mens heeft in de genoemde gebieden heeft een kern ('permanent atoom'), die zich in de bovenste onderlaag van elk gebied bevindt (met uitzondering van de 'mentale eenheid'). Er is in de persoonlijkheid van de mens een 'mentaal permanent atoom' (mpa) in de bovenste onderlaag van het abstract mentaal gebied, een 'mentale eenheid' (me) in de bovenste onderlaag van het concreet mentaal gebied, een 'astraal permanent atoom' (apa) in de bovenste onderlaag van het astrale gebied en een 'fysiek permanent atoom' (fpa) in de bovenste onderlaag van het fysieke gebied.
- Door deze kernen werkt de onsterfelijke ziel op de lichamen in. Bij overlijden nemen de kernen het nodige op van de lichamen, die achtergelaten worden. Bij de nieuwe geboorte vormen de kernen de lichamen volgens de opgeslagen inhoud uit een vorig leven.

De bovengenoemde zeven punten worden niet zo expliciet uitgelegd in de theosofie van Blavatsky. Ze kunnen daarom worden beschouwd als een vervolg en verdieping van de leer van zeven 'beginselen' in de mens: atman, buddhi, manas (abstract mentaal of hoger manas), kama manas (concreet mentaal of lager manas), linga sarira (astraal), prana (vitaliteit, etherisch, fijnstoffelijk fysiek) en sthula sarira (grofstoffelijk fysiek).
- 'Christus' wordt gezien als een wezen, dat de 'Meester van meesters en engelen' wordt genoemd. Een van de meesters wordt 'Meester Jezus' genoemd. Zij zouden een grote rol spelen bij het naar buiten treden van de Hiërarchie van meesters in de wereld.

## Kritiek
Binnen de theosofische gelederen bestond al direct kritiek op Bailey's werk, dat werd aangeduid als 'pseudo-occultisme'. Bailey zou zwaar leunen op de leringen van Leadbeater en Besant, welke laatste de leiding van Blavatsky na haar overlijden had overgenomen. De kritiek bestaat er onder meer uit, dat een poging zou zijn ondernomen om de status van Blavatsky en haar 'Geheime Leer' te ondermijnen, nu er een nieuwe 'leider' met een meer omvangrijke, geordende en uitgewerkte leer was verschenen. Waar Blavatsky benadrukte dat Christus vooral niet als een persoon moest worden opgevat, week Bailey van dat idee af. En hoewel Djwhal Khul, de inspirator van Bailey een 'Tibetaanse Meester' zou zijn, lijkt hij weinig of niets over boeddhistische onderwerpen te schrijven. Er werd dan ook vanuit andere theosofische kringen, vooral die zich als 'Theosofisch Genootschap' van de 'Theosofische Vereniging' afscheidde, getwijfeld over de ware identiteit(en) achter de zogenaamde Tibetaanse Meester. Alice Leighton Cleather, zelf een leerlinge van Blavatsky en Basil Crump schreven in 1929 een brochure om het 'pseudo-occultisme' van Bailey aan de kaak te stellen. Ook verscheen in 1922 van Cleather het boek Helena Petrovna Blavatsky: A Great Betrayal (HPB: Een Groot Verraad).
De inmiddels overleden 'esotericus' Benjamin Creme werkte door op de lijn van Bailey en Leadbeater/Besant en verkondigde, dat in zeer korte tijd Christus als 'Maitreya' zich aan de wereld bekend zou maken. Hij deed het voorkomen dat hij verder ging op de weg, die door Blavatsky, Bailey en ook Gurdjieff was gewezen.

## Werken
- Mensen en zonne-inwijding - 1922
- Brieven over occulte meditatie - 1922
- Het bewustzijn van het atoom - 1922
- Een verhandeling over kosmisch vuur - 1925
- Het licht van de ziel - 1927
- De ziel en haar mechanisme - 1930
- Van intellect naar intuïtie - 1932
- Een verhandeling over witte magie - 1934
- Een verhandeling over de zeven stralen I (Psychologie I) - 1936
- Van Bethlehem tot Golgotha - 1937
- Een verhandeling over de zeven stralen II (Psychologie II) - 1942
- Discipelschap in het nieuwe tijdperk I - 1944
- Problemen der mensheid - 1947
- De wederkomst van Christus - 1948
- De bestemming der volkeren - 1949
- Begoocheling, een wereldprobleem - 1950
- Telepathie en het etherisch lichaam - 1950
- De onvoltooide autobiografie - 1951
- Een verhandeling over de zeven stralen III (Esoterische astrologie) - 1951
- Een verhandeling over de zeven stralen IV (Esoterische genezing) - 1953
- Opvoeding in het nieuwe tijdperk - 1954
- Discipelschap in het nieuwe tijdperk II - 1955
- Het naar buiten treden van de geestelijke Hiërarchie - 1957
- Een verhandeling over de zeven stralen V (De stralen en de inwijdingen) - 1960